# Władysław Szpilman
Władysław „Władek“[zdroj⁠?!] Szpilman (5. prosince 1911 Sosnovec, Polsko – 6. července 2000 Varšava, Polsko) byl polský klavírista a hudební skladatel židovského původu.

## Život
Narodil se v Sosnovci (tehdy ležícím v Kongresovce v rámci carského Ruska, dnes ve Slezském vojvodství) do židovské rodiny Samuela Szpilmana a Edwardy (Ester) roz. Rappaportové jako jejich nejstarší syn. Měl ještě bratra a dvě sestry. Studoval na Hudební akademii Fryderyka Chopina ve Varšavě pod vedením Josepha Śmidowicze a Alexandra Michalowského. V roce 1931 získal stipendium Akademie umění v Berlíně, kde studoval u Artura Schnabla a Leonida Kreutzera hru na klavír a u Franz Schrekera kompozici. V této době napsal svůj Houslový koncert, klavírní suitu Życie Maszyn („Život strojů“), Concertino pro klavír a orchestr, řadu skladeb pro housle a klavír a několik písní.
Nástup nacismu v roce 1933 ho donutil k návratu do vlasti. V roce 1934 vystupoval společně s americkým houslistou polského původu Bronislawem Gimpelem. Od roku 1935 působil jako klavírista v polském rozhlase. V té době začal komponovat populární písně, které mu přinesly značnou popularitu. Napsal rovněž hudbu k filmům Wrzos (Vřes, 1937) a Dr. Murek (1939).
23. září 1939 hrál v posledním vysílání polského rozhlasu koncert z díla Fryderyka Chopina. O chvíli později německé bomby dopadly na Varšavu a polský rozhlas utichl. O šest let později byly tytéž skladby v provedení Władysława Szpilmana uvedeny v prvním poválečném vysílání.
V roce 1940 byla rodina Szpilmanových odvlečena do varšavského ghetta. Až do roku 1942 bylo ještě možné provozovat v ghetu hudbu. Szpilman hrál v kavárnách a byl sólistou Symfonického orchestru Simona Pullmanna. V roce 1942 přišel o celou rodinu, ale sám s pomocí židovského policisty unikl deportaci do vyhlazovacího tábora v Treblince. Pracoval jako stavební dělník, až v roce 1943 se mu podařilo uniknout na tzv. árijskou stranu Varšavy. Tam se skrýval až do konce července 1944.
Po Varšavském povstání se dále skrýval v troskách domu v ulici Aleja Niepodległości, odříznut od jakékoli pomoci od přátel. Tam ho našel kapitán Wehrmachtu Wilm Hosenfeld, který jej neprozradil a poskytl mu jídlo. Hosenfeld upadl do sovětského zajetí a zemřel v zajateckém táboře u Stalingradu v srpnu 1952. Přestože Szpilman znal jeho identitu, nepodařilo se mu na sovětských úřadech vymoci jeho osvobození. (V roce 2007 byl Hosenfeld vyznamenán polským prezidentem Lechem Kaczynskim Řádem znovuzrozeného Polska a v roce 2009 jej izraelská Komise pro rozpoznávání spravedlivých při památníku Jad vašem ocenila titulem „Spravedlivý mezi národy“.)
Po roce 1945 se Spielman vrátil k práci v polském rozhlase a stal se ředitelem hudebního vysílání. Pořádal sólové koncerty a obnovil spolupráci s houslistou Bronislawem Gimpelem. Komponoval populární písně, scénickou hudbu pro rozhlas, písně pro děti, muzikály a řadu symfonických skladeb. (Symfonické skladby v plném rozsahu vydalo americké nakladatelství Boosey & Hawkes.) Mimo jiné je autorem znělky polské Filmové kroniky.
V roce 1950 se oženil s Halinou Grzecznarowskou. Po politickém uvolnění v roce 1956 reformoval Svaz polských spisovatelů a skladatelů (ZaiK) a až do roku 1961 byl jeho prezidentem. V roce 1961 zorganizoval podle svých představ Mezinárodní písňový festival v Sopotech. Od roku 1945 do roku 1963 byl kromě toho vedoucím oddělení zábavné hudby polského rozhlasu.
V roce 1963 vytvořili Varšavský kvintet (ve složení Bronislaw Gimpel, Tadeusz Wronski, Stefan Kamasa a Aleksandr Ciechański později Christopher Jakowicz, Igor Ivanov, Jana Tawroszewicza, Andrew Orkisz, Christopher Podejkę a další), který až do roku 1986 absolvoval více než 2000 koncertů po celém světě.
V roce 1946 vydal ve spolupráci s publicistou Waldorffem vzpomínkovou knihu Smrt města, ve které popsal skutečnosti, které se neshodovaly s tehdejší oficiální verzí života ve varšavském ghetu (popis polského vyděrače, vztah k Hosenfeldovi a zejména podíl ukrajinských a litevských jednotek na masakrech ve varšavském ghettu). Vyšla cenzurovaná a v malém nákladu. Teprve po více než padesáti letech vydalo německé nakladatelství Ullstein (1998), revidovanou a doplněnou verzi knihy pod novým názvem Das Wunderbare Überleben a dále vyšla v Anglii pod názvem Pianista. Ve Velké Británii a v USA byla vyhlášena nejlepší knihou roku 1999 a v roce 2002 byla vybrána nejlepší knihou roku i francouzským literárním časopisem Lire. Byla přeložena do mnoha jazyků. Na základě této knihy natočil Roman Polański v roce 2002 film Pianista, který byl v témže roce oceněn Zlatou palmou na filmovém festivalu v Cannes a v roce 2003 získal 3 Oscary.
Během svého života obdržel řadu vyznamenání. Mimo jiné byl dvakrát vyznamenán Řádem znovuzrozeného Polska – v roce 1954 obdržel Rytířský kříž a v roce 1999 Komturský kříž s hvězdou. Jeho jméno nese i planetka 9973 Szpilman, objevená 12. 7. 1993 astronomem E. W. Elstem.
Zemřel ve Varšavě 6. července 2000. Je pohřben na Vojenském hřbitově na Powązkach ve Varšavě.

## Dílo

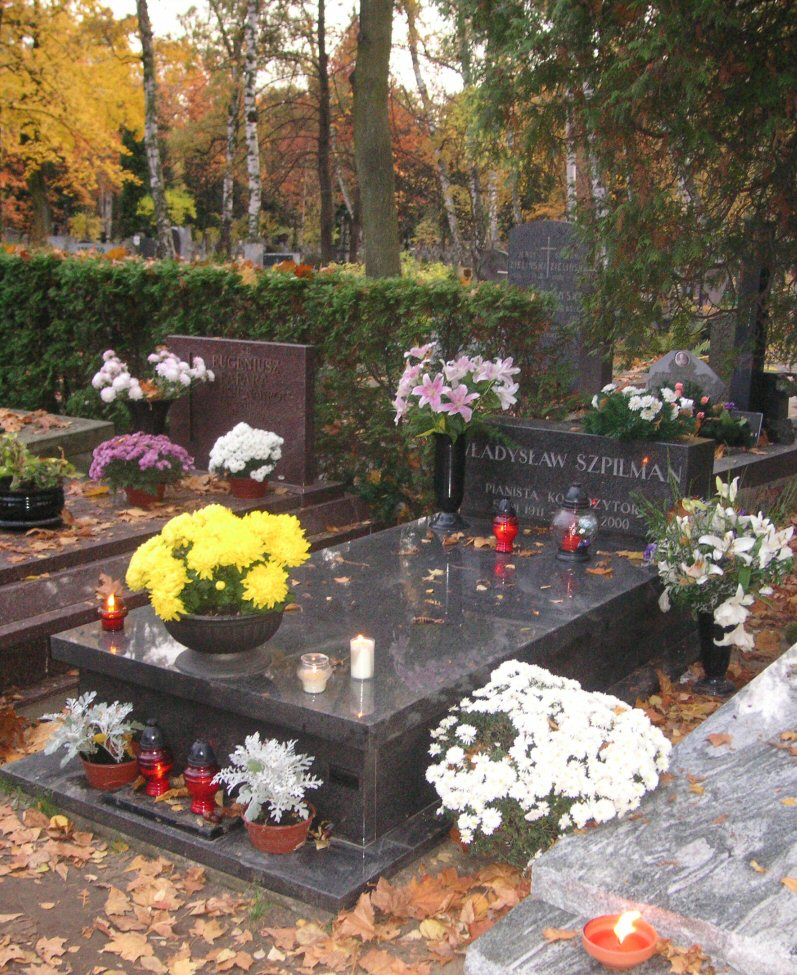
Hrob Władysława Szpilmana na varšavském hřbitově Powązki.

### Orchestrální skladby
- Houslový koncert (1933)
- Ballet Scene
- Introduction to a Film
- Little Overture for Symphony Orchestra
- Paraphrase on an Original Theme
- Waltz in the Olden Style
- Concertino pro klavír a orchestr

### Klavír
- 3 Little Folk Songs Suites (podle vlastních dětských písní)
- Mazurka
- Życie Maszyn (suita)

### Filmová hudba
- Swit, dzien i noc Palestyny (dokumentární, 1934)
- Wrzos (1938)
- Doktór Murek (1939)
- Pokój zwycięży świat (dokumentární, 1951)
- Ślubujemy (dokumentární, 1952)
- Zawsze pierwsi (dokumentární, 1953)
- Co řekne žena... (1958)